# Javgur, Cimișlia
Javgur este satul de reședință al comunei cu același nume  din raionul Cimișlia, Republica Moldova.

## Istorie
Satul Javgur a fost menționat documentar pentru prima dată în anul 1670. Către 1818 satul număra 392 de locuitori, iar în 1827 – 404 oameni. În 1814 satul nu avea biserică. Pentru a fi în rând cu celelalte localități, starostele din Javgur a cumpărat biserica de lemn din satul Văsieni pe Botna, care a fost demontată, transportată la Javgur și ridicată din nou. Biserica a fost sfințită cu hramul Sfântul Arhanghel Mihail.
La începutul secolului XX satul număra 207 case cu 1039 de locuitori, 25 de fântâni, câteva prisăci.

## Geografie
Satul are o suprafață de circa 1,63 kilometri pătrați, cu un perimetru de 14,48 km. Distanța directă până în or. Cimișlia este de 19 km. Distanța directă până în or. Chișinău este de 54 km.

## Demografie

### Structura etnică
Structura etnică a satului Javgur conform recensământului populației din 2004populația satului constituia 1627 de oameni, dintre care 49,05% - bărbați și 50,95% - femei.:
| Grup etnic                                               | Populație | % Procentaj  |
| -------------------------------------------------------- | --------- | ------------ |
| Băștinași declarați Moldoveni Băștinași declarați Români | 1613 1    | 99,14% 0,06% |
| Bulgari                                                  | 5         | 0,31%        |
| Găgăuzi                                                  | 4         | 0,25%        |
| Ucraineni                                                | 3         | 0,18%        |
| Ruși                                                     | 1         | 0,06%        |
| Total                                                    | 1627      |              |